# Copidognathus hummelincki
Copidognathus hummelincki es una especie de ácaro marino del género Copidognathus, familia Halacaridae. Fue descrita científicamente por Viets en 1936.
Habita en América del Norte, en los Estados Unidos (condado de Miami-Dade, bahía Vizcaína y Soldier Key, en el estado de Florida). Estas especies miden aproximadamente 0.2 - 2.0 mm.